# Karol Beck
Karol Beck (ur. 3 kwietnia 1982 w Zwoleniu) – tenisista słowacki, reprezentant w Pucharze Davisa, olimpijczyk z Aten (2004).

## Kariera tenisowa
Jako junior był m.in. ćwierćfinalistą singla i półfinalistą debla na Wimbledonie 2000 roku.
Jako zawodowy tenisista występował w latach 2001–2016.
Jesienią 2004 roku awansował do finału zawodów ATP World Tour w Petersburgu, gdzie przegrał spotkanie o tytuł z Michaiłem Jużnym. Tego roku ustanowił też swój najlepszy wynik wielkoszlemowy, awansując do 4 rundy US Open. Spotkanie o uczestnictwo w ćwierćfinale zakończyło się porażką Słowaka z Lleytonem Hewittem.
W deblu największymi osiągnięciami Becka są finały rozgrywek ATP World Tour w 2010 roku w Johannesburgu i Londynie. W Johannesburgu tworzył parę z Harelem Lewim, natomiast w Londynie z Davidem Škochem.
W 2002 roku zadebiutował w reprezentacji narodowej w Pucharze Davisa. W 2005 roku przyczynił się do pierwszego awansu Słowacji do finału Pucharu Davisa, pozostając niepokonany jako deblista (w parze z Michalem Mertinakiem). Beck wygrał w rywalizacji z 2005 roku mecze singlowe m.in. z Feliciano Lópezem i Guillermo Corią. W rundzie finałowej przeciwko Chorwacji nie wystąpił. Początkowo jako powód nieobecności Becka podawano kontuzję, wkrótce jednak potwierdzono kłopoty z dopingiem. W lutym 2006 roku Beck został zdyskwalifikowany na 2 lata przez Międzynarodową Federację Tenisową za wykrycie clenbuterolu (sterydu anabolicznego) w jego organizmie po półfinale Pucharu Davisa 2005.
Latem 2004 roku zagrał na igrzyskach olimpijskich w Atenach, odpadając w 1 rundzie rywalizacji singlowej z Agustínem Callerim i 1 rundzie turnieju deblowego w parze z Dominikiem Hrbatým. Słowacka para została pokonana przez Daniela Nestora i Frédérica Niemeyera.
W rankingu gry pojedynczej Beck najwyżej był na 36. miejscu (22 sierpnia 2005), a w klasyfikacji gry podwójnej na 62. pozycji (17 października 2005).

### Finały w turniejach ATP World Tour
| Legenda                                      |
| -------------------------------------------- |
| Wielki Szlem                                 |
| Igrzyska olimpijskie                         |
| Tennis Masters Cup / ATP Finals              |
| ATP Masters Series / ATP Tour Masters 1000   |
| ATP International Series Gold / ATP Tour 500 |
| ATP International Series / ATP Tour 250      |

#### Gra pojedyncza (0–1)
| Końcowy wynik | Nr | Data                 | Turniej    | Nawierzchnia    | Przeciwnik    | Wynik finału |
| ------------- | -- | -------------------- | ---------- | --------------- | ------------- | ------------ |
| Finalista     | 1. | 31 października 2004 | Petersburg | Dywanowa (hala) | Michaił Jużny | 2:6, 2:6     |

#### Gra podwójna (0–2)
| Końcowy wynik | Nr | Data            | Turniej      | Nawierzchnia | Partner     | Przeciwnicy                        | Wynik finału      |
| ------------- | -- | --------------- | ------------ | ------------ | ----------- | ---------------------------------- | ----------------- |
| Finalista     | 1. | 7 lutego 2010   | Johannesburg | Twarda       | Harel Lewi  | Rohan Bopanna Aisam-ul-Haq Qureshi | 6:2, 3:6, 5–10    |
| Finalista     | 2. | 13 czerwca 2010 | Londyn       | Trawiasta    | David Škoch | Novak Đoković Jonatan Erlich       | 7:6(6), 2:6, 3–10 |